# Edmondsham
Edmondsham är en ort och civil parish i Storbritannien.   Den ligger i kommunen Dorset och riksdelen England, i den södra delen av landet, 140 km sydväst om huvudstaden London. Edmondsham ligger 49 meter över havet och antalet invånare är 200.
Terrängen runt Edmondsham är platt.Runt Edmondsham är det ganska tätbefolkat, med 239 invånare per kvadratkilometer. Närmaste större samhälle är Ferndown, 10,6 km söder om Edmondsham. Omgivningarna runt Edmondsham är en mosaik av jordbruksmark och naturlig växtlighet.